# Senegalia aristeguietana
Senegalia aristeguietana är en ärtväxtart som först beskrevs av L.Cardenas, och fick sitt nu gällande namn av Seigler och Ebinger. Senegalia aristeguietana ingår i släktet Senegalia och familjen ärtväxter. Inga underarter finns listade i Catalogue of Life.